# Tampa Bay Rowdies (1975–1993)
Die Tampa Bay Rowdies waren eine professionelle US-amerikanische Fußballmannschaft aus Tampa, Florida. Das Team spielte in der North American Soccer League bis zu deren Auflösung. Anschließend waren die Rowdies bis zu ihrer endgültigen Auflösung im Jahr 1993 in diversen anderen Ligen beheimatet.

## Geschichte
Die Tampa Bay Rowdies entstanden 1975 bei der Erweiterung der NASL auf 20 Mannschaften. Bereits in ihrer ersten Spielzeit dominierte die Mannschaft ihre Conference und erreichte nach Erfolgen über Toronto Metros-Croatia und Miami Toros das Endspiel. Dort besiegte sie die Portland Timbers mit 2:0 und holte den Titel. 1978 und 1979 gelang erneut jeweils der Finaleinzug, New York Cosmos respektive die Vancouver Whitecaps setzten sich dort jedoch durch. Parallel zu den regulären NASL-Spielzeiten nahm die Mannschaft ab 1979 auch an der Hallenmeisterschaft der Liga teil, wo sie erneut auf Anhieb das Tournament gewann. 1982 verlor sie dort zudem das Endspiel. Mit Beginn der 1980er Jahre verließ die Mannschaft der Erfolg und sie konnte sich mehrfach nicht mehr für die Meisterschaftsendrunde der NASL qualifizieren.
Nach Auflösung der Liga 1985 traten die Tampa Bay Rowdies ab 1986 zunächst in der National Professional Soccer League an, ehe sie ab 1988 an der Meisterschaft der American Soccer League teilnahmen. 1992 erreichte die Mannschaft das Endspiel um die Meisterschaft, musste sich aber den Colorado Foxes geschlagen geben. In der folgenden Spielzeit trafen die Mannschaften bereits im Halbfinale aufeinander, die 0:1-Niederlage war das letzte Pflichtspiel der Tampa Bay Rowdies, die sich anschließend auflösten.

## Spieler
- Peter Barnes (1990)